# Örflaschlucht

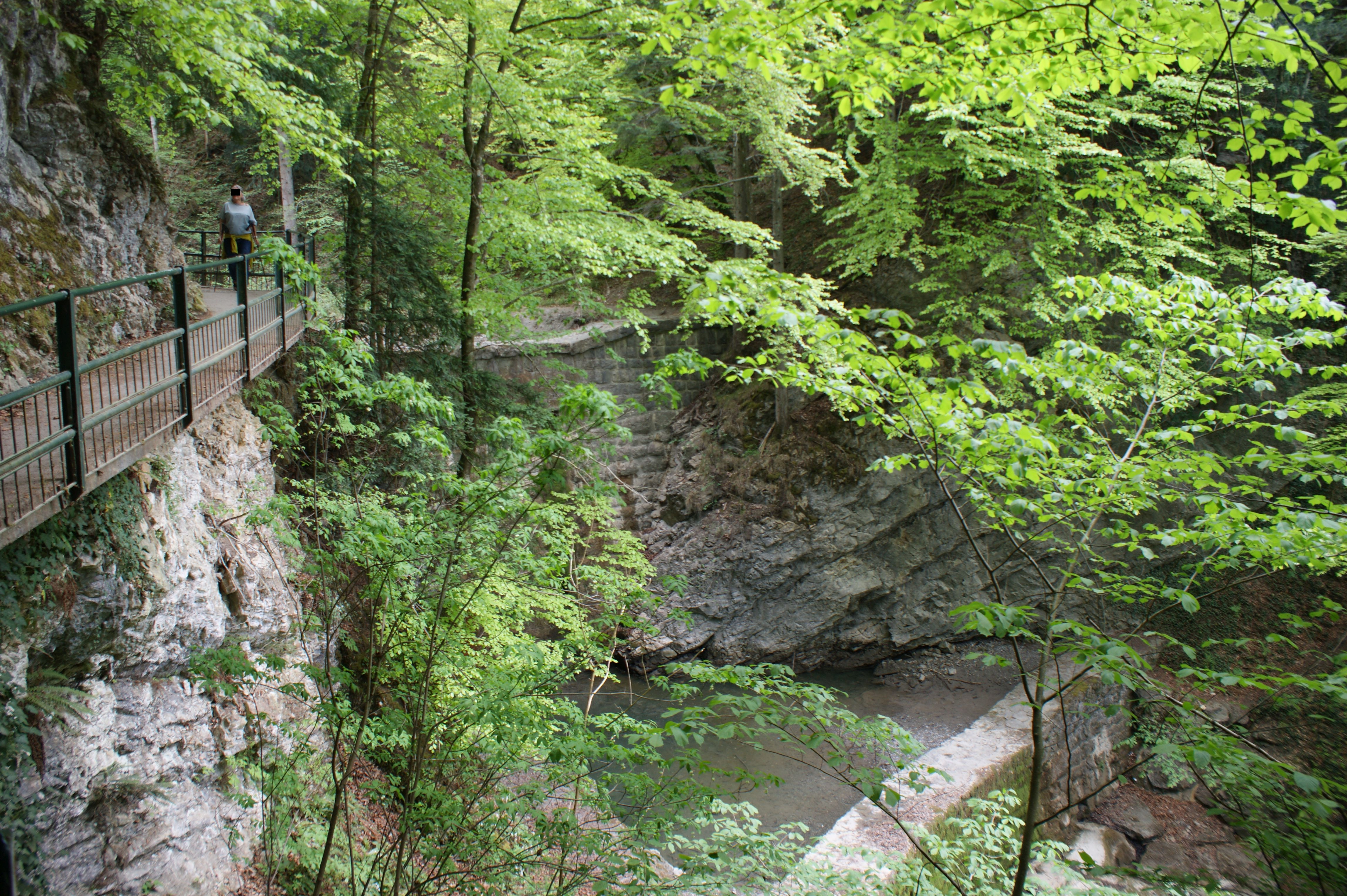
Örflaschlucht

Die Örflaschlucht ist eine Schlucht entlang des Emmebach in Vorarlberg.

## Geographie
Die Örflaschlucht liegt in den westlichen Ausläufern des Bregenzerwaldgebirges an der Grenze zum Alpenrheintal. Sie liegt im Gemeindegebiet von Götzis im Bezirk Feldkirch. Die Schlucht ist Teil des Naturschutzgebiets Naturschutzgebiet Hohe Kugel – Hoher Freschen – Mellental und Teil des Biotopinventar Vorarlbergs. Im oberen Bereich verläuft die Schlucht durch enge Taleinschnitte, während es im unteren Bereich auch teilweise breitere Stellen mit flachem Flussverlauf gibt. An den Steilstufen sind meist Wasserfälle ausgebildet.
Das Gebiet der Schlucht hat eine Fläche von 33,92 Hektar und eine Länge von rund 1500 Meter. Die Schlucht liegt in einer Höhe zwischen 502 und 700 m ü. A. Die Schlucht verläuft flussabwärts zunächst in westlicher Richtung und zweigt ab der Hälfte in nördlicher Richtung ab.

## Zustieg
Die Örflaschlucht ist über drei Zugänge erreichbar. Vom Ortszentrum Götzis führt ein Wanderweg vorbei am Schwimmbad in der Riebe. Ein weiterer Zugang führt von der Kirche St. Arbogast hinauf zum Stähli. Der Weg führt entlang des Flachmoorgebiets beim Mitzgebach bis Eingang der Schlucht. Von Meschach gibt es ebenfalls einen Zugang in die Schlucht. Die Wege weisen keinerlei besondere Schwierigkeiten auf. Der Wanderweg ist stellenweise mit künstlich angelegten Treppen und Geländern versehen.
Im Bereich der Mündung des Mitzgebachs zweigt ein Weg in Richtung des "Örfla-Klettersteigs" ab. Der Endpunkt befindet sich unterhalb von Meschach.

## Sonstiges
Im unteren Bereich der Schlucht wurde ab 2024 mit dem Bau einer neuen Rechenanlage und eines Retentionsraumes begonnen. Dies soll zu einem verbesserten Hochwasserschutz führen. Der Retentionsraum Örfla soll, nach Abschluss der Arbeiten im Juni 2025, eine Auffangkapazität von rund 50.000 Kubikmeter aufweisen und somit ausreichend Puffer für den Fall eines 100-jährigen Hochwasserereignis (HQ 100) bereitstellen.